# Az evolúciós gondolkodás története
Az evolúciós gondolkodás gyökerei az ókori görög és római időkben megfogalmazott filozófiai eszmékben jelennek meg először. A biológiai evolúcióról elsőként Anaximandrosz elmélkedett az i. e. 6. században. Olyan elmélettel állt elő, amely az embert a vízből származónak tekintette. Az elmélet tudományos formái egészen a 18-19. századig várattak magukra, amikor is Lord Manboddo és Erasmus Darwin, Charles Darwin nagyapja felvetették, hogy az élő szervezetek mind egyetlen közös őstől származnak. Jean-Baptiste Lamarck 1809-ben olyan elméletet alkotott, amely a szerzett tulajdonságok öröklődését feltételezte. Lamarck úgy gondolta, hogy az élőlények a változó környezeti feltételek hatására új viselkedésformákat vesznek fel, amelyek aztán felépítésbeli változásokat vonnak maguk után, s ezek a strukturális változások átöröklődnek az utódaikra. Bár az elméletet alátámasztani hivatott bizonyítékok elég szegényesek voltak, a lamarcki elmélet mégis közel 50 éven keresztül meghatározta a biológiai gondolkodást. A modern elméletet, amit darwinizmusként is szokás emlegetni, először Charles Darwin és Alfred Russel Wallace tette közzé, majd későbbi írásaiban Darwin nagy aprólékossággal mutatta be annak részleteit. Ezen írások között volt az elmélet leghíresebb interpretációja, A fajok eredete is, amely 1859-ben jelent meg. Darwin határozottan külön választotta teóriájának két elemét: igyekezett alátámasztani a biológiai evolúció tényét, valamint bemutatni a természetes szelekció elvét, amely magyarázza az előbbit.
Bár Darwin elmélete kielégítő magyarázatot adott egy sor biológiai megfigyelésre, munkásságának idején az öröklődés mechanizmusát még nem ismerték. A modern genetika elméleti megalapozójának tekintett Gregor Mendel ugyan Darwin kortársa volt, munkássága azonban a 20. század elejéig homályban maradt. A Darwin által felvetett természetes szelekció és a mendeli klasszikus genetika kombinációja adja a modern evolúciós szintézis lényegét. Később azonosították a géneket, mint az élőlények öröklődésének elemi egységeit, amelyeket a valamennyi élőlény által hordozott DNS kódol. A további kutatások a molekuláris genetikában – például a molekuláris evolúcióra vonatkozóan, amelynek szerepe a génsodródásban és a természetes szelekcióban igen jelentős – tovább formálták az evolúcióelméletet.

## Az ókortól 1850-ig
A biológiai fejlődés gondolata jelen volt az ókorban is, különösen a görög filozófusok – Anaximandrosz, Empedoklész, Démokritosz és tanítványa, Epikurosz – bölcselkedéseiben. A görög atomisták már i. e. 400-ban azt tanították, hogy a Nap, a Föld, az élet, az emberek, a civilizáció és a társadalom mind-mind elképzelhetetlenül hosszú idő alatt jöttek létre isteni beavatkozás nélkül. A római atomista Lucretius i. e. 60 körül írta A dolgok természetéről (De rerum natura) című versét, amelyben a Föld fejlődéséről azt írja, lépésenként keletkezett az űrben egymással ütköző atomokból, melyek örvénylő gázokká váltak, majd a korai Föld anyagából létrejöttek a növények és az állatok. Az állatok fejlődésén belül az ember kialakulását több, egyre kevésbé állatias formán való átmenettel írja le. Találunk példát az evolúciós megközelítésre ősi indiai iratokban is (különösen a Védákban és Patandzsali írásaiban), valamint a kínai gondolkodóknál (Joseph Needham szerint például a taoizmus nyilvánvalóan tagadta a fajok változatlanságát).
Amíg a Római Birodalom bukása után Európán belül az evolúciós elképzelések többé-kevésbé kihaltak, az iszlám világban tovább éltek. Al-Jahiz például foglalkozott a környezet szerepével egy állat túlélési esélyei kapcsán, Ibn al-Hajszam pedig ennél is tovább ment, amikor könyvében kimondottan az evolúció (természetesen nem a természetes szelekció) mellett kardoskodott. Számos más iszlám tudós és gondolkodó (mint például Naszír ad-Dín Túszí) is foglalkozott hasonló elképzelésekkel. Ezek a művek latinra fordítva jutottak el a reneszánsz utáni Nyugatra, ahol (bár eleinte észrevétlenül) minden bizonnyal nagy hatással voltak a tudományra.
A 17. századi angol nyelvben az evolúció szót (a latin „evolutio” szóból, mely kibontást, kitekercselést jelent) elkezdték események rendezett sorára használni, különösen akkor, ha a végkifejlet már a kezdetekben is benne rejlett. 1677-ben Sir Matthew Hale az evolúció szót használta, amikor Démokritosz és Epikurosz ateista atomizmusát bírálta. Azt az atomista elképzelést, miszerint atomokból rezgések és ütközések révén, isteni beavatkozás nélkül formálódtak az élővilág „primitív magvai” (semenek), melyek a mai ember, az állatok, halak és madarak alapjaiul szolgáltak, képtelenségnek tartotta. Szerinte lehetetlen, hogy „ebben az evolúciós folyamatban, amelyhez az emberi természet is hozzá tartozik a maga teljességével és fejlődésével, s amelyben ennek az emberi természetnek, vagy az azt megalapozó eszményi tervnek benne kellett lennie, csupán élettelen és érzéketlen atomok véletlen kapcsolódásai játsszanak szerepet”.
Az 1700 és 1850 közötti evolúciós elméletek között csak néhány volt, amely a Föld, az élet és az univerzum kialakulását és fejlődését isteni beavatkozás nélkül képzelte el. Jellemzően ezekre a gondolkodókra, Gottfried Wilhelm Leibniz 1714-ben „monádok” jelenlétét feltételezte a dolgokban, melyek egyfajta belső erők általi mozgást okoznak. Ragaszkodott ahhoz, hogy az élőlények csírái öröktől fogva létezők és minden élő magában rejt egy belső tervet, amely egy - átalakulások hosszú során át történő - fejlődést irányít. Ezen fejlődés eredményeképpen jöttek létre a jelen geológiai formák, az élőlények, a lélek és a civilizációk. Leibniz tisztán vallotta, hogy az evolúció isteni elvek alapján zajlik. De rerum originatione radicali című művében, 1697-ben azt írja: „Be kell látnunk, hogy az isteni teremtmények szépségének és általános tökéletességének halmozódása, a világegyetem örökös és határtalan fejlődése, olyan mérvű, hogy a gondviselés igen magas fokát jelzi.”
Némileg materialisztikusabb irányt vett Pierre Louis Moreau de Maupertuis 1745-ben megjelent Venus Physique című munkájában,   amikor a „véletlent” okolta az „egyedek megszámlálhatatlan sokaságáért”, melyek közül csak kevés rendelkezett a szükséges „rátermettséggel”, míg „egy másik megszámlálhatatlan sokaság […] elpusztult. […] A fajok, amiket ma látunk, csupán egy kis töredékét jelentik mindazoknak, amelyeket a vak sors létrehozott…”. Ezzel nagy általánosságban előre vetítette a természetes szelekció elvét.
A Leibniztől függetlenül kialakult deizmus (lásd: Hugo Grotius)  Leibniz nyomán a fajok változása tekintetében is azt vallotta, "hogy a Legfőbb Lény tökéletessége megköveteli, hogy a lehető legjobb világot alkossa meg. A tökéletes világ pedig nem igényli Isten utólagos beavatkozását vagy javítgatását..." Ebben a tökéletes világban "az élőlények célszerű berendezettsége, szervezetük és életfeltételeik harmóniája csak Isten világrendező tevékenységével magyarázható meg."
A fajok változásával kapcsolatos állítások megjelentek a francia felvilágosodás filozófiájában is. Az enciklopédisták közül Lamettrienél és Diderot-nál találkozunk az evolúcióra vontkozó állításokkal. Lamettrie 1748-ban azt állította, hogy "A természet vak, tudattal nem rendelkező erői hozták létre ezt a csodálatos gépezetet" (az embert). "Ha a mozgás törvényei adva vannak, akkor a természet mindenféle célkitűzés nélkül, szükségszerűen kialakítja az élő szervezetet." Diderot 1749-ben "azt tanítja, hogy az élőlények és életfeltételeik között észlelhető összhang isteni beavatkozás nélkül is magyarázható, ha abból indulunk ki, hogy az élőlények változtak, azok a fajok pedig, amelyeknek felépítése nem felelt meg az életfeltételeknek, kipusztultak."
A német Immanuel Kant úgynevezett Kritika előtti korszakában a felvilágosodás eszméit hirdette. "E korszakának legjelentősebb műve az 1755-ben megjelent>>Az ég általános természetrajza és elmélete<< amelyben felvázolt egy elméletet a formátlan anyag magasabb rendű állatokká és növényekké szerveződéséről, és azt is felvetette, hogy az összehasonlító anatómia által feltárt felépítésbeli fokozatosság az összes élőlény vérrokonságára utal, amelynek oka minden bizonnyal a közös őstől való származás. A sikeres variációk és változások megjelenését azonban sokkal inkább az élőlények fizikai adottságaival látta összefüggeni, mint a környezet hatásával.
Műve előszavában Kant elismeri, hogy akárcsak az ókori atomista  bölcselők, ő is az atomok általános szétszórtságát tekinti a természet első állapotának. Nem fogadja el azonban, hogy a kozmoszban fellelhető összes rend vak esetlegességből származik. Úgy vélekedik, "hogy a matéria bizonyos szükségszerű törvényekhez kötődik. Teljes szétoszlásában és szétszóródásában azt látom, miként fejlődik ki ebből természetes úton egy szép és rendezett egész." "A matériát, amely minden dolgok ősanyaga, biztos törvények kötik tehát, amelyeknek, szabadon működve, szükségképpen szép kapcsolatokat kell létrehozniuk. Nem áll szabadságában, hogy eltérjen a tökéletesség e tervétől. Mivel ily módon egy mindenekfeletti bölcs szándéknak van alávetve, szükségszerű, hogy valamely rajta uralkodó első ok állítsa egymással összhangban lévő viszonyokba, ez pedig Isten, éppen azért, mert a természet még a káoszban is csak szabályosan és rendezetten járhat el."
1749-1780 között adta ki Georges-Louis Leclerc de Buffon, a párizsi Királyi Gyógynövénykert (Jardin royal des plantes medicinales) igazgatója Histoire naturelle générale et particulière című hatalmas munkáját. Buffon puhatolózó, óvatos stílusban értekezett a fajok változékonyságáról és a természet erőinek hatásáról az élőlények létrehozásában. Darwin maga is azt írja A fajok eredete hatodik kiadásának előszavában, hogy Arisztotelész előrevetítette a természetes szelekció fogalmát, hozzátéve, hogy „e gondolat első modern, tudományos szellemű tárgyalója Buffon volt”.
Charles Bonnet svájci biológus és filozófus 1762-ben az „evolució kifejezést egyedfejlődés jelentésben használta". Kijelentette, hogy az embrió minden tulajdonsága ott van az alkotóelemekben: néhányuk a petesejtből, mások a spermiumokból származnak. Ezeket az előre meghatározott részeket vélte újjászerveződni és növekedni, kiformálván a felnőtt egyedet, ami miatt Bonnet-t „preformistaként” is szokták emlegetni.
Johann Gottfried Herder a felvilágosultság végének filozófusa, felvetette, hogy a sokszorozódó változások a létért való folyamatos küzdelemmel együtt nagy szerepet játszanak az élővilágban, elképzelései azonban elnagyoltak és kezdetlegesek voltak.
A 18. század végi német idealista filozófusok, Schelling és Hegel is azt tartották, hogy az evolúció alapvetően spirituális jelenség, amely a természet és az ember evolúciójának folyamatát „az Abszolút önfeltáró kinyilatkoztatásának” tartja (Schelling, Transzcendentális idealizmus rendszere, 1800).

### Szerzett tulajdonságok, lamarckizmus és természetes szelekció
1767 és 1792 között - a ma leginkább a modern összehasonlító történeti nyelvészet megalapítójaként ismert -James Burnett, Lord Monboddo írásaiban felvázolta azt az elképzelést, miszerint az ember a főemlősöktől származik, és az élőlények képesek tulajdonságaikat a környezettel való kölcsönhatásuknak megfelelően tovább vinni hosszú időn át. Jan-Andrew Henderson szerint Monboddo volt az első, aki megfogalmazta a természetes szelekció elvét.
1794 és 1796 között Erasmus Darwin megírta Zoonomia című művét, amelyben felveti, hogy „minden meleg vérű állat egyetlen élő rostból fejlődött ki […] új testrészek kifejlesztésének képessége útján” a külső ingerekre adott válaszként, s minden új változtatás tovább öröklődött a sikeres generációkban. Temple of nature című, 1802-ben megjelent munkájában olyan, katasztrófák által többször elpusztított, s folyton megújuló Földről ír, amelyben az élet újra előbújt, s benépesítette azt állatokkal, amelyek egymással versenyeztek a szexuális vágy és az éhség által vezérelve, „a legerősebb és legaktívabb [túlélő] által elterjesztve a fajt, amely ily módon tovább fejlődhetett”. Erasmus Darwin ebben a könyvében hivatkozik James Burnett, Lord Monboddóra is.
Jean-Baptiste Lamarck Philosophie Zoologique című munkájában, 1809-ben ismertetett egy elméletet, melyet a későbbi korok lamarckizmusként emlegettek, s amely szerint a „szükséges” tulajdonságokat az egyedek kifejlesztették (vagy visszafejlesztették) életük során, s ezeket tovább örökítették utódaiknak. Ezt a változást vette a fajok fejlődésének alapjául egy folyamatos sorban, melyben egyre magasabb szerveződési szintek jelennek meg. Lamarck kerülte az „evolúció” szót, mivel szerzett tulajdonságokat írt le, míg az evolúcióról az általános nézet akkoriban Bonnet preformista elveire alapult, amely szerint a „csírák” a nagyszülőktől származnak, s a szülők „tanulása” sem befolyásolja őket.
William Smith volt az első, aki a kőzetrétegeket a bennük található fosszilis leletek alapján rakta sorba. Tőle függetlenül, Georges Cuvier és Alexandre Brongniart 1811-ben megjelentették leírásukat a Föld korával kapcsolatban, melyre a kőzetek rétegsorai alapján következtettek, de a változásokat katasztrófákkal magyarázták, s az evolúciót elvetették.
1813-ban William Charles Wells arról írt, hogy az emberek esetében is evolúció zajlott, s tulajdonképpen tárgyalta a természetes szelekció elvét is. Charles Darwin és Alfred Russel Wallace nem tudtak erről a munkáról, amikor közösen publikálták elméletüket 1859-ben, bár Darwin később elismerte, hogy Wells előbb talált rá a megoldásra, mint ők. Megjegyzendő, hogy Augustin de Candolle korabeli természetes osztályozási rendszerében különös szerepet kapott a versengő fajok közötti „háború”.
1819-ben egy Brünn-i (ma Brno), szaklapban folyó vitában, aminek tulajdonképpeni tárgya a juhtenyésztés volt, de kitért arra az általános kérdésre is, hogy "környezeti feltételek, élettani törvényszerűségek  (...) irányítják az öröklődést, vagy más természetű, belső tényezők határozzák meg azt?", a magyar Festetics Imre már "egységben látta és láttatta a változatosság (variabilitás), a természetes és a mesterséges kiválogatódás (szelekció), az öröklődés (genetika), az alkalmazkodás (adaptáció) és a fejlődés (evolúció) folyamatát a növények, az állatok, sőt az ember esetében is." Ennek alapján "Festetics Imre - Brünnben közölt munkái alapján - bizonyos értelemben az evolúciós genetika előfutárának is tekinthető." A kőszegi gróf "beltenyésztéses keresztezési kísérletei alapján kimondta...: a természetben és a mezőgazdaságban nem külső, hanem (...) belső tényezők (...) irányítják az öröklődést: olyan ... törvényszerűségek, amelyeket ő 1819-ben a természet genetikai (teremtő) törvényeinek (Die genetischen Gesetze der Natur) nevezett el."  Minthogy ezek a cikkek Brünnben, "abban a szakmai környezetben, amely Mendel munkásságát ... előkészítette" jelentek meg, "joggal feltételezhető, hogy Festetics munkásságának - Mendel mesterei, Nestler és Napp révén - hatása lehetett a mendeli kísérletek tervezésére is."
Egy brit összehasonlító anatómiai iskola, amelynek Robert Knox sebész és Robert Edmund Grant anatómus is a tagja volt, közeli kapcsolatban állt Lamarck Francia Transzformisták nevű iskolájával, melyhez Étienne Geoffroy Saint-Hilaire is tartozott. Grant továbbfejlesztette Lamarck és Erasmus Darwin nézeteit, s a közös leszármazás bizonyítására a homológiákat kutatta. Fiatal diákként Charles Darwin csatlakozott Granthez a tengeri állatok életciklusának kutatásában. Geológiát is tanult Robert Jameson professzornál, aki 1826-ban, egy névtelenül írt cikkében „Mr. Lamarck”-ot dicséri amiatt, ahogyan elmagyarázza, hogyan jöttek létre („evolválódtak”) a magasabb rendű állatok az „egyszerű férgekből”. Ez volt az „evolválódik” szó első modern értelemben való használata. Jameson kurzusa figyelemre méltó módon „az állatfajok eredete” témában tartott előadásokkal zárult.
Patrick Matthew 1831-ben, A hajófa és a fatermelés című folyóiratban a következőt írja: „az élet folyamatos egyensúlyban van a körülményekkel […] ugyanazon szülők leszármazottai a körülmények különbségének hatására lehetséges, hogy néhány generáció után akár külön fajokká is válhatnak, melyek nem képesek egymás között szaporodni.” Charles Darwin ezt felismerve A fajok eredete megjelenése után azt írta: „röviden, de a maga teljességében megfogalmazza a természetes szelekció elvét […] teljes, de nem kifejlett elgondolás.”
1833-ra Charles Lyell geológus A geológia alapjai című munkájának második kiadásában a teremtés egy fokozatosságot elfogadó változatával állt elő, amelyben minden fajnak megvolt a maga élőhelye, amelyre teremtetett, de ezek a fajok kihaltak, amikor az élőhely megváltozott. John Herschel osztotta ezt a fokozatosságon alapuló nézetet és levelet írt Lyellnek, amelyben arra kéri, kutassa fel a természet törvényeit, melyek a „misztikumok misztikuma”, azaz a fajok keletkezésének hátterében rejlenek.
A számítástechnika úttörőjének számító Charles Babbage 1837-ben publikálta magánkiadásban Kilencedik Bridgewater Értekezését, közzétéve elméletét, miszerint Isten mindenütt jelenlevő és mint isteni törvényhozó, rendelkezik a teremtéshez szükséges előrelátással is. Így aztán olyan törvényeket (vagy programokat) alkotott, amelyek képesek voltak a megfelelő korokban létrehozni fajokat, sokkal inkább, mint ad hoc teremtés útján beavatkozni, amikor új fajokra volt szükség.
1836-ra Richard Owen anatómus felállította Johannes Peter Müller hatására épülő elméletét, mely szerint az élő anyagban van egyfajta „szervező energia”, egy életerő, amely meghatározza a szövetek növekedését és az egyed, illetve a faj élettartamát is. Az 1850-es években Owen olyan ötletekkel állt elő, melyek az isteni elmében megbújó „archetípusokról” szóltak, amik fajok sorozatát hívták életre folyamatos, eleve elrendelt formában, s így a fajok születés útján jöttek létre, nem pedig a természetes szelekció segítségével.
1837-ben Charles Darwin elkezdte írni első titkos jegyzetét a transzmutációkról. 1838-ban elolvasta Malthus Esszé a populáció alapjairól című könyvének hatodik kiadását és az itt olvasottakat összehasonlította a tenyésztők által kiválasztott tulajdonságokkal. Ez vezetett elméletének kialakulásához, majd Wallace-szal együtt történő publikálásához 1858-ban. Wallace Malthus könyvét tartotta élete legfontosabb olvasmányának, s a „legérdekesebb egybeesésnek” nevezte, hogy Darwin és ő egymástól függetlenül jutottak ugyanarra a következtetésekre e könyv hatására. Charles Darwint azonban korábbi szerzők, elsősorban nagyapja, Erasmus Darwin is jócskán befolyásolták.
Szintén jelentős munkának számított A természet teremtéstörténetének nyomai című könyv, mely név nélkül jelent meg Angliában, 1844-ben. A szerzője valójában Robert Chambers volt. Olyan evolúcióelméletet vázolt fel, amely valamelyest Jean-Baptiste Lamarck tanaira épült, s a viktoriánus társadalomban jelentős politikai vitát kavart radikalizmusával és liberalizmusával. Ez az evolúcióelmélet mindent felölelt az állatoktól az emberi elmén és a gazdaságon át a Naprendszerig. Darwin később megjegyezte, hogy ez a munka készítette fel a világot az ő elméletének befogadására.

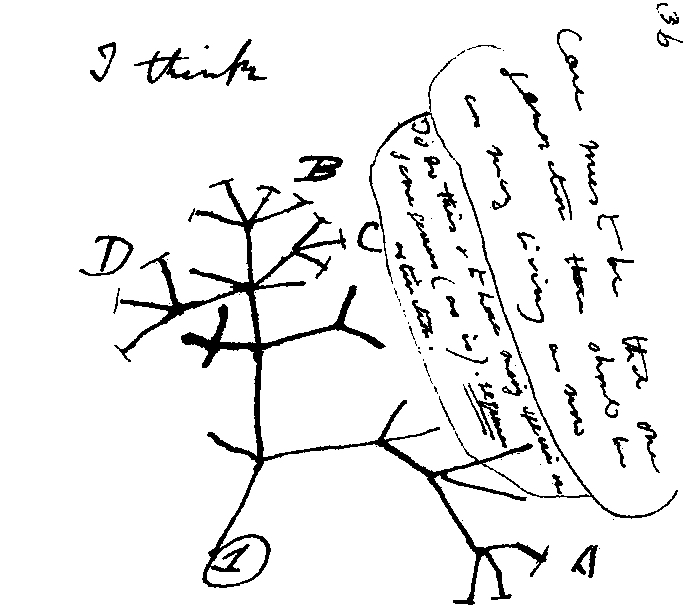
Darwin első ábrája az evolúció fájáról a „fajok transzmutációjáról” szóló, 1837-ben írt első jegyzetében

### A lamarckizmus megkérdőjelezése és az ortogenezis
A lamarckizmus lassan hitelét vesztette, mivel a „szerzett tulajdonságok” öröklődését semmilyen kísérlet vagy megfigyelés nem támasztotta alá. Az öröklődés mechanizmusaira (például Weissmann felfedezésére az öröklődés egyirányúságára vonatkozóan) csak a késő 19. században, Lamarck halála után derült fény. A lamarckizmus teljes egészében háttérbe szorult az evolúció mechanizmusának tárgyalásánál, ugyanakkor néhány tudós, mint Eva Jablonka és kollégái szerint az epigenetikus öröklődés néhány formájában, mint a kromatin-jelzés és a DNS-metiláció, esetleg megjelenhetnek a lamarcki evolúció „enyhe” formái. Ezek a kérdések azonban vitatottak. Néhányan felvetik, hogy a lamarcki evolúció tökéletesen alkalmazható a kulturális evolúcióra.
Az ortogenezis vagy ortogenetikus evolúció olyan elmélet volt, amely szerint az életnek veleszületett tulajdonsága a – nemlineáris – változás a növekvő tökéletesség felé. Az elméletnek számos követője akadt a 19. században, s maga Jean-Baptiste Lamarck is átvette az elképzelést, amely központi szerepet kapott a szerzett tulajdonságok öröklődésének elméletében. Az elmélet támogatói között olyanok szerepeltek, mint Lev Berg, Henri Bergson, valamint egy ideig Henry Fairfield Osborn paleontológus is. Az ortogenezist különösen azok a paleontológusok fogadták el, akik úgy tartották, hogy a fosszíliák folyamatos és egyirányú változást mutatnak. Ám még azok, akik elfogadták az elméletet, sem biztos, hogy elfogadták azt a tételt, miszerint az ortogenezis folyamata valamilyen cél által vezérelt.
Az ortogenezis elmélete akkor kezdett összeomlani, amikor nyilvánvalóvá vált, hogy a fosszilis leletek nem lineáris, hanem sokkal bonyolultabb változási mintákat mutatnak, s ennek magyarázatára az elmélet képtelen volt. Néhányan azonban ragaszkodtak hozzá egészen az 1950-es évek végéig, arra hivatkozva, hogy a makroevolúció folyamata, a hosszútávú változások az evolúcióban teljesen más lapra tartoznak, mint a mikroevolúció.

### A darwini gondolatok előzményei
Bár a predarwinisták szinte mindent felsoroltak, amiről Darwin és követői írtak, azonban meggyőzőnek korántsem mondható, a variációra, illetve az annak eredményeként létrejövő fajkeletkezésekre összefüggő, kielégítő magyarázatokat nem adó tanokat hirdettek.
Darwin elődei tehát alig léptek túl a külsőségeken. Amint T. H. Huxley A fajok eredetének fogadtatását tárgyaló esszéjében írja (A Darwin élete és levelezése második kiadásában): „A gondolat, hogy az új fajok az egyedekben megjelenő sajátságok alapján válogató, külső körülményeknek megfelelően működő szelekciós erő hatására keletkeznek, amely erőt véletlenszerűnek tekintjük, mivel nem vagyunk tekintettel semmilyen okra, ami mögötte meghúzódhat, épp annyira ismeretlen a tudománytörténészek előtt, mint amennyire ismeretlen volt a biológia szakemberei számára 1858-ig. Mégis, ez A fajok eredetének központi eleme, s ez adja a darwinizmus lényegét is.”

## Az 1850-es évektől a 20. század elejéig: Darwin elmélete
Amíg a fajok átalakulását a tudósok jelentős hányada elfogadta 1859 előtt is, Charles Darwin A fajok eredete című művének megjelenése volt az első alkalom, hogy igazán meggyőző magyarázat született arra vonatkozóan, hogyan is történnek az evolúciós változások. Darwint munkájának megjelentetésére különösen az a levél késztette, melyet Alfred Russel Wallace-tól kapott, s amelyben Wallace előállt a természetes szelekció elméletével. Ennek nyomán Wallace-t gyakran ugyanolyan elismerésben részesítik az evolúcióelméletért, mint magát Darwint, bár Wallace tartózkodott attól, hogy magának akarja a „dicsőséget”, elismerve, hogy ahogyan Darwin alátámasztja és tárgyalja az elméletet, az messze felülmúlja saját munkájának erejét. (Wallace egyébként később teljesen elhatárolódott attól az ötlettől, hogy az ember is természetes módon, evolúció útján alakult ki, ugyanis lassanként a spiritualizmus felé fordult.)

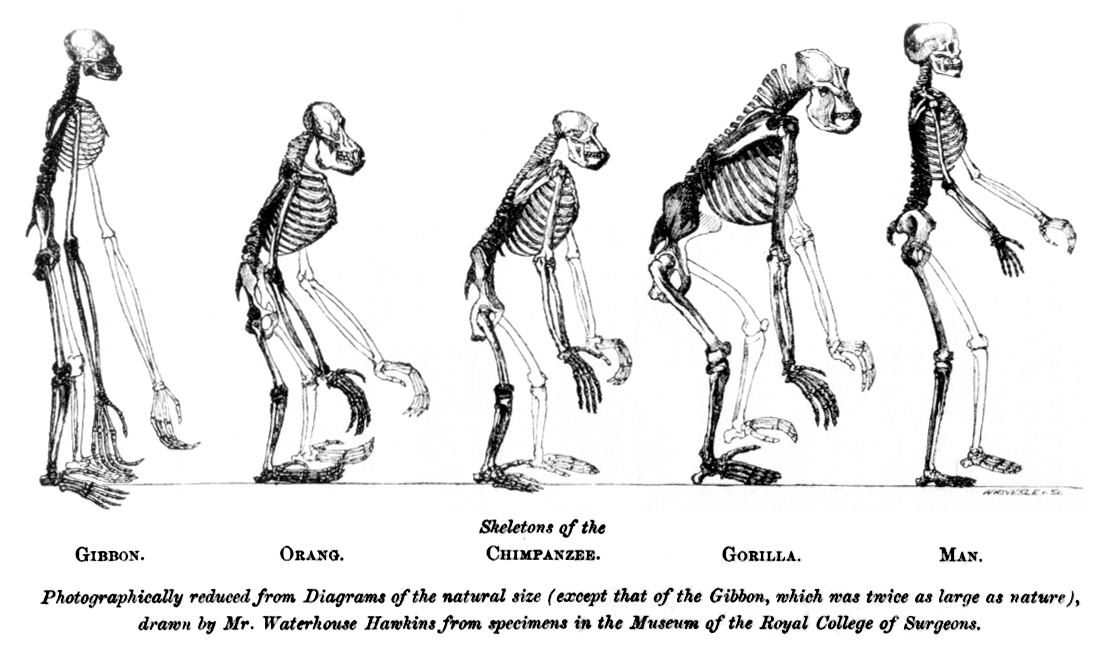
Thomas Henry Huxley Evidence as to Man's place in Nature című, 1863-ban megjelent könyvének címoldala

Darwin elmélete, bár mélyen felkavarta a tudományt az élet fejlődésével kapcsolatos elképzeléseivel (és valóságos szociális forradalmat is elindított), mégsem adott magyarázatot az evolúció számos kritikus pontjára. Nevezetesen nem tudta megmagyarázni a jellemvonásokban megjelenő, egyik sikeres generációról a másikra szálló variációk forrását. Darwin pángenezis-elmélete, bár részben a szerzett tulajdonságok öröklődésén alapult, használhatónak tűnt az unokatestvére, Francis Galton által kidolgozott evolúciós statisztikai modellek megalkotásához és a „biometrikus iskola” számára, ugyanakkor a biológiai értelemben nem sokat lehetett kezdeni vele.

### Darwin elméletének továbbvitele: a mendeli-biometrikus vita
Bár a tudományos társadalom általánosságban elfogadta az evolúció létét, sokan nem értettek egyet azzal, hogy az a Darwin által felvázolt formában és módon történik, történt. A közvetlenül Darwin halálát követő években az evolúciós gondolkodás több különböző ágra, neodarwinizmusra, neolarmarckizmusra, ortogenizmusra, mendelizmusra, a biometriai iskolára és a mutáció elmélet követőire szakadt. Mindez végeredményben két szembenálló tábor vitájává vált. A mendelisták, a diszkrét variációk szószólói, akiknek a vezetője William Bateson (ő vezette be a „genetika” szót) és Hugo de Vries volt (ő vezette be a „mutáció” szót). Ellenfeleik a biometrikusok voltak, akik a folyamatos variációk jelentőségét hirdették, s akik között Karl Pearson és Walter Frank Raphael Weldon jártak az élen. Ők tulajdonképpen Francis Galton követőinek számítanak.
A mendelisták és a biometrikusok között dúló viták egyik fontos témája a fajokon belüli variációk mibenlétére vonatkozott. Darwin és Wallace úgy gondolták, a kisebb módosulások nagyobb jelentőségűek, mint a nagyok, mivel a kis variációk csupán egy jól bevált modell körüli apró változásokat jelentenek.
A biometrikusok osztották ezt a nézetet, míg a mendelisták azzal érveltek, hogy különálló fajok nem keletkezhettek folyamatos változások útján. Míg a fajkeletkezés problémáját nagyjából megoldotta a faj, mint elszigetelt szaporodási közösség definíciója, az evolúció sebessége újabb vitákra adott okot a 20. század vége felé, amikor a „punctuated equilibrium” (kb. szakaszos vagy megszakított egyensúly) elmélet megszületett. A variációkra vonatkozó kérdések többségére választ adott az a felismerés, hogy a genotípusban bekövetkező változások mértéke nem mindig áll összhangban a fenotipikus változásokkal.
Egy másik téma, amiről heves viták folytak a mendelisták és a biometrikusok között, az a variációk forrásáról szólt. A mendelisták belső okokat hangsúlyoztak, melyek a genetikus örökségből fakadnak, míg a biometrikusok, akik elsősorban az élőlények fenotípusát vették alapul, még mindig nem tettek le teljesen a lamarcki tanokról, miszerint a szerzett tulajdonságok öröklődnek át. August Weismann is egyike volt azoknak, akik bebizonyították, hogy a szerzett tulajdonságok nem feltétlenül öröklődnek, rámutatva a dolgozókra a hangyák és méhek társadalmaiban, valamint hangsúlyozva a csíraplazma és az ivarsejtek szerepét a szaporodás biológiájában.
A születés utáni élethez való alkalmazkodás eszközeinek, mint öröklött tulajdonságoknak a felismerése sokat jelentett a szerzett tulajdonságok leírása szempontjából. Ma már tudjuk, hogy a legtöbb szerzett tulajdonság csak az élőlények testi sejtjeiben fejti ki hatását, s így nem játszik szerepet az öröklődésben, illetve emiatt az evolúcióban sem. Szerzett és örökölhető (epigenetikus) tulajdonságok léteznek, például a prionok és a DNS metilációja. Azonban az élőlények tulajdonságainak többségéről ma már úgy tudjuk, hogy vagy a DNS-en keresztül öröklődik át a szülőktől, vagy a születés után váltják ki külső hatások. Annak feltárása, hogy mely fenotipikus jegyek öröklöttek és melyek azok, amelyeket a környezet vált ki, továbbra is fontos és nem lezárt kutatási területe a genetikának, a fejlődésbiológiának és az orvostudománynak.
1900-1903-ban megjelent Mutációelmélet c. könyvében H. de Vries azt állította hogy az evolúció nem feltétlenül a Darwin által javasolt módon, kis változásokkal, fokozatosan halad előre, hanem a mutációk révén ugrásszerűen is (ezzel ő volt a szaltációs elmélet egyik megalapozója).
Herbert Spencer főleg Darwin nézeteiből kiindulva dolgozta ki filozófiai világnézetét számos nagy rendszeres műben. Spencer rendszerét evolucionizmusnak nevezi.
1907-ben megjelent Henri Bergson francia filozófus "L'Évolution Créatrice" (magyar fordításban "Teremtő fejlődés" című műve, melyben bírálja Spencer hamis evolucionizmusát. Bergson az evolucionista magyarázat két szembenálló rendszerét különbözteti meg, "a tisztán esetleges variációk és a külső körülményekből határozott irányba terelt variációk feltevését." A tisztán esetleges variációk magyarázatának szintén két különböző formáját különbözteti meg Bergson: "Darwin nagyon enyhe változásokról beszélt, melyek a természetes kiválasztás következtében adódnak egymáshoz..., s a fajok fejlődését észrevehetetlen variációk halmozódásával magyarázta." Ezzel szemben a 20. század elejére egyre jobban teret nyert, az a felfogás, mely szerint "az új faj hirtelen több új, a régiektől eléggé különböző jellemvonásnak a megjelenésével alakulna."
Darwin nézetében Bergson a következő hiányosságot látja: Ha az egyes variációk közötti különbségek észrevehetetlenül enyhék, akkor nem is használnak mindaddig, "míg a kiegészítő változások elő nem állottak: de akkor a természetes kiválasztás hogyan őrzi meg?" A hirtelen variációk feltevésénél viszont az a kérdés marad megválaszolatlan, hogy a véletlen hogyan teremt "egy faj története során  ... mindannyiszor egymáshoz csodálatraméltóan szabályozott s előbbi bonyolódások nyomában fellépő új bonyolódásokat".
A tisztán esetleges variációkra építő evolúciós elmélet két formájának áttekintése után Bergson következtetése így hangzik: "Tetszik vagy nem tetszik, itt valami belső irányító principiumot kell segítségül hívnunk, hogy a hatások összefutását megérthessük. Ilyen összetartás lehetősége nincs meg sem az észrevehetetlen variációk darwinista, kivált neo-darwinista tételében, sem az esetleges és hirtelen variációk feltevésében, sőt abban az elméletben sem, mely a különböző szervek fejlődésének határozott irányát a külső és belső erők bizonyos mechanikus összetételéből magyarázza."
Bergson a szerzett tulajdonságok átöröklődéséről szóló lamarcki tanítást felújító neo-lamarckizmus sem tud magyarázatot adni az új fajt termelő variációkra, mivel "az ilyen örökléses áttevődés kivétel és nem szabály." 
A mendelisták és biometrikusok elképzelései találkoztak, s tulajdonképpen összeforrtak az 1930-as évek modern evolúciós szintézisében. Mindkét tábornak igaza volt ugyanis valamiben: a modern elmélet a mendelisták elképzelésének megfelelően tárgyalta az egygénes módosulásokat, míg a poligénes (variáció több génen) módosulások magyarázata a biometrikusok elméletére alapul.

## Az 1920-as évektől az 1940-es évekig: a modern evolúciós szintézis
Ezek az értelmezéssel kapcsolatos ellentétek nem múltak el egészen a 20. század elejéig, amikor egy osztrák Ágoston-rendi szerzetes, Gregor Mendel 19. század második felében végzett kutatásainak napvilágra kerülése nyomán meg nem nyílt az út a genetika előtt. Mendel kivételesen ötletes kísérletek révén bebizonyította, hogy a tulajdonságok öröklődése elkülönült (diszkrét) egységekben, génekben történik. Munkáját akkoriban teljesen figyelmen kívül hagyta a biológus társadalom. Amikor 1900-ban „újra felfedezték”, hamar kiváltotta a fent leírt vitát a mendelisták (Charles Benedict Davenport) és a biometrikusok (Walter Frank Raphael Weldon és Karl Pearson) között, mely utóbbi társaság váltig állította, hogy az evolúcióban fontos szerepet játszó tulajdonságok döntő többsége nem magyarázható a mendeli vizsgálatokkal. Végül a két modellt kibékítették, „összefésülték”, elsősorban R.A. Fisher biológus és statisztikus munkája nyomán. Ez a kombinált megközelítés, amely Mendel géneken keresztül való öröklődési elméletére is szigorú statisztikai módszereket alkalmazott, az 1930-as, és '40-es években a darwini elmélet modern szintéziseként vált ismertté.

## Az 1940-es évektől az 1960-as évekig: fejlődés a molekuláris biológia nyomán
Az 1940-es években, Griffith kísérletét követően Avery, MacLeod és McCarty végérvényesen bebizonyították, hogy a dezoxiribonukleinsav (DNS) a felelős a genetikai információ továbbadásáért. 1953-ban pedig megjelent Francis Crick és James D. Watson híres cikke a DNS szerkezetéről, melyet Rosalind Franklin és Maurice Wilkins mérései alapján határoztak meg. Ezek az eredmények jelentették a molekuláris biológia korszakának kezdetét és terelték az evolúciókutatást molekuláris szintre – a DNS-szakaszok mutációjának szintjére.
Így vált világossá az is, hogy a populáción belüli változatosság alapját a DNS mutációi adják. Az 1970-es évek közepén Motoo Kimura megalkotta a molekuláris evolúció neutrális elméletét, a genetikai sodródást jelölve meg az evolúció legfőbb hajtóerejeként. Az elmélet fellobbantotta a neutralista-szelekcionista vitát, amelyre részben megoldást jelentett Tomoko Ohta közel neutrális evolúcióelméletének megjelenése.

## Az 1960-as évektől az 1980-as évekig: az evolúció génközpontú szemlélete, a „punctuated equilibrium”
Az 1960-as évek közepén George C. Williams erősen kritizálta az alkalmazkodásra adott magyarázatokat, amik a „fajok túlélése” kifejezés mögött meghúzódtak (alapjaiban ez adta a csoportszelekciós viták lényegét). Az ilyen magyarázatokat azonban felváltotta egy géncentrikus evolúciós szemlélet, melynek fő pontja a családszelekció körüli vita volt W. D. Hamilton, George Price és John Maynard Smith részvételével. Az akkori modellek azt sugallták, hogy a csoportszelekció meglehetősen korlátozott hatáskörű, jóllehet, az újabb modellek sokkal szélesebb határok között mozognak, így elismerik a számottevő többszintű szelekció lehetőségét.
Az egyik legkiemelkedőbb vita, amely ebben az időben kialakult, az a „punctuated equilibrium” elmélet körül zajlott, melyet Niles Eldredge és Stephen Jay Gould indítottak útjára. Az elmélet magyarázatot kínált a fosszilis leletekben található hosszú ideig tartó változatlanságra (ezt a jelenséget sztázisnak nevezték el), majd az ilyen időszakokat követő fajkeletkezési periódusok gyors változásaira.

## Az 1970-es évektől a 2000-es évekig: az evolúcióbiológia mint önálló tudományág
Az evolúcióbiológia, mint önálló tudományág az 1930-as és '40-es évek modern evolúciós szintézisének köszönhetően született meg. Mégis, egészen az 1970-es és '80-as évekig nem volt jelentős azon egyetemek száma, ahol a tanszékek nevében megjelent az „evolúcióbiológia” szó. Az Egyesült Államokban, köszönhetően a molekuláris biológia és a sejtbiológia gyors fejlődésének, sok egyetem felosztotta (vagy éppen összevonta) biológiai tanszékeit molekuláris és sejtbiológiai jellegű, illetve ökológia és evolúcióbiológia jellegű tanszékekre (amelyek gyakran olvasztották magukba a régebbi paleontológia és zoológia tanszékeket).
Mostanra a mikrobiológia is evolúciós tudományággá nőtte ki magát. A faj mint fogalom hosszú ideig tartó hiánya, illetve a morfológiai jegyek viszonylagos változatlansága miatt a mikrobiológusok sokáig nem foglalkoztak evolúciós kérdésekkel. Mostanra már az evolúció kutatásában jelentős szerepet kaptak az egyre jobban feltárt mikrobiális élettani folyamatok, a mikrobák genetikájának viszonylagos egyszerűsége, valamint a gyors generációváltás, amely lehetővé teszi evolúciós folyamatok nyomon követését. Hasonló jegyek voltak azok, amik a vírusok evolúciós szemléletű kutatásában hoztak előrelépést, különösen a bakteriofágok esetében.

## Fordítás
- Ez a szócikk részben vagy egészben  a   History of evolutionary thought című angol Wikipédia-szócikk fordításán alapul.  Az eredeti cikk szerkesztőit annak laptörténete sorolja fel. Ez a jelzés csupán a megfogalmazás eredetét és a szerzői jogokat jelzi, nem szolgál a cikkben szereplő információk forrásmegjelöléseként.